# Candollea (revista)
Candollea (abreviado Candollea) es una revista con ilustraciones y descripciones botánicas que es editada por el Conservatorio y Jardín Botánico de Ginebra. Fue precedida por Annuaire du Conservatoire et du Jardin Botanique de Geneve. Candollea publica trabajos científicos originales en francés,  alemán, español, italiano o en latín sobre la sistemática, la morfología y la ecología de las plantas  y sobre temas estrechamente relacionados con la fitotaxonomía. Se publica dos veces al año.